# Anšar
Anšar  (slovensko vse nebo) je bil prvobitni bog v babilonskem mitu o stvaritvi sveta Enuma Eliš. On in njegova žena, boginja Kišar (slovensko  vsa zemlja),  sta bila otroka Lahmuja in Lahamu in vnuka Apsuja in Tiamat. Sama sta bila starša Anuja, boga neba, gospodarja ozvezdij in kralja bogov, duhov in demonov.
V novoasirskem obdobju se je Anšar pogosto enačil z Ašurjem, zaščitnikom in soimenjakom Asirskega imperija.

## Sklica
1. ↑   Sasson, Jack M. (1995). Civilizations of the ancient Near East (Volume 3 ed.). Scribner. str. 1830. ISBN 978-0684192796.
2. ↑  
Semitic Text and Translation Series. Vol. XII.